# Comme dans l'espace
Comme dans l’espace est une série télévisée canadienne française qui s'adresse aux jeunes de 9 à 12 ans dans le but de faire connaître l'astronomie et la science de la cosmologie. Un nouveau thème relié à l'espace est exploré chaque épisode en utilisant des expériences, des informations des experts et un androïde avec l'intelligence artificielle. La série est co-produite par Botsford Média et Connections Productions.
La saison 1 compte treize épisodes de 24 minutes chacun et est diffusé pour la première fois le 2 mars 2021 sur la chaîne Unis TV. La saison deux comporte autant d'épisodes, et est diffusée à compter du 7 avril 2023, toujours sur Unis TV.

## Synopsis
Comme dans l’espace est une fiction qui raconte l’histoire de deux adolescents, Alex et Joaquim. Ces deux vlogueurs découvrent une ancienne installation secrète de l'agence spatiale (le bunker). Avec l’aide d’une androïde nommée Mia, d’un apprenti astronaute, de scientifiques de l'Agence spatiale canadienne et des diverses expériences, ils explorent des phénomènes de l'espace,.
À chaque épisode, Alex et Joaquim se voient confier une nouvelle mission par Frédéric Gallant, l’apprenti astronaute, oú ils explorent des sujets comme les trous noirs, l’apesanteur et le mouvement des planètes. Leur objectif est de se familiariser avec la science du cosmos tout en faisant des expériences sur terre. Ils présentent ces expériences et découvertes à leur public via leur vlog.
L'emplacement du bunker est inconnu du public et personne d'autre que Frédéric et Mia ne savent que Alex et Joaquim utilisent le bunker pour faire leur vlog. Ils ont plusieurs contacts rapprochés avec le technicien de support informatique et quelques fausses alarmes pour ajouter à leur défi.
La série était conçue à propos de l’éducation de l’espace pour les jeunes, mais en effet, c'est une série pour tous les âges. Les expériences donnent aux passionnés de cosmos le goût de poursuivre leur exploration du sujet.

## Distribution

### Acteurs principaux
- Marianne Verville : Alex[6]
- Thomas Derasp-Verge : Joaquim[7]
- Tanya Brideau : Mia
- Karl Walcott : Frédéric Gallant, apprenti astronaute[8]
- André Roy : Tortue
- Christian Essiambre : voix d'Astro

### Invités
| Invité(e)                            | Titre                                                                   |                                                         | #        | Épisode                                       |
| ------------------------------------ | ----------------------------------------------------------------------- | ------------------------------------------------------- | -------- | --------------------------------------------- |
| Marie-Michèle Limoges                | Directrice du contenu scientifique et de la formation                   | Cosmodome à Montréal                                    | 1 13     | L'apesanteur Le Soleil                        |
| David Saint-Jacques                  | Astronaute                                                              | Agence spatiale canadienne                              | 1 2 8 13 | L'apesanteur L'oxygène L'eau Le Soleil        |
| Jean-Matthieu Bérubé Carlo Harrietha | Effets spéciaux                                                         | Blood Brothers FX                                       | 2        | L'oxygène                                     |
| Dr Vincent Hénault-Brunet            | Astronome et professeur adjoint Département d'astronomie et de physique | Université Saint Mary's Halifax, Nouvelle-Écosse        | 3        | Le mouvement des planètes                     |
| Luc Richard                          | Surfeur et scientifique en génétique                                    |                                                         | 3        | Le mouvement des planètes                     |
| Stéphane Bernier                     | Expert en maison écologique                                             |                                                         | 4        | La station spatiale                           |
| Sara Arsenault                       | Chargée de projet                                                       | Centre des sciences de Montréal                         | 4        | La station spatiale                           |
| Dr John Calder                       | Géologue senior et professeur Département de géologie                   | Université Saint Mary's Halifax, Nouvelle-Écosse        | 5        | Les volcans                                   |
| Myriam Latulippe                     | Astrophysicienne                                                        | Planétarium Rio Tinto Alcan de Montréal                 | 5 11     | Les volcans Les trous noirs                   |
| Yannick Bergeron                     | vulgarisateur, chimiste                                                 |                                                         | 5 6 12   | Les volcans Les étoiles Les planètes gazeuses |
| Simon A. Bélanger                    | Concepteur et éducateur scientifique                                    | Planétarium Rio Tinto Alcan de Montréal                 | 6 7 10   | Les étoiles La notion du temps La Lune        |
| Jean-Michel Castonguay               | Directeur                                                               | Observatoires astronomiques et Astroblème de Charlevoix | 6 10     | Les étoiles La Lune                           |
| Ismaël Boisvert                      | Responsable de la programmation                                         | Cosmodome à Montréal                                    | 7        | La notion du temps                            |
| Peter Gibbs                          | Entraîneur en extrême sauvetage                                         |                                                         | 8        | L'eau                                         |
| Kevin Snair                          | Guide                                                                   | Hopewell Rocks                                          | 9        | Les planètes rocheuses                        |
| Matt Stimson                         | Géologue et paléontologue                                               | Musée du Nouveau-Brunswick                              | 9        | Les planètes rocheuses                        |
| Frédérique Baron                     | Astrophysicienne                                                        | Cosmodome à Montréal                                    | 12       | Les planètes gaseuses                         |
| Gabriel Chouinard                    | Directeur électrique de l'Éclipse                                       | l'École de technologie supérieure                       | 13       | Le Soleil                                     |
| Veronique Bouvette                   | Membre de l'équipe électrique de l'Éclipse                              | l'École de technologie supérieure                       | 13       | Le Soleil                                     |

Saison 2 (2023)
| Épisodes | Titres                           | Acteurs | Invité(e)s                   |
| -------- | -------------------------------- | --- | ---------------------------- |
| 1        | Exploration de l'espace          | Marianne Verville Thomas Derasp-Verge Tanya Brideau Karl Walcott André Roy                                  | Gaël Noirot Tim Doucette     |
| 2        | Étoile polaire et navigation     | Marianne Verville Thomas Derasp-Verge Tanya Brideau Yannick Bergeron                                        | n/a                          |
| 3        | Aurores boréales                 | Marianne Verville Thomas Derasp-Verge Tanya Brideau André Roy Yannick Bergeron                              | n/a                          |
| 4        | Atmosphère                       | Marianne Verville Thomas Derasp-Verge Tanya Brideau André Roy Karl Walcott Josiane Benoit                   | Brad Armstrong               |
| 5        | Satellites                       | Marianne Verville Thomas Derasp-Verge Tanya Brideau Karl Walcott Josiane Benoit                             | Luc Charbonneau              |
| 6        | Robotique                        | Marianne Verville Thomas Derasp-Verge Tanya Brideau Karl Walcott Josiane Benoit André Roy Yannick Bergeron  | Hitesh Pande Emmanuelle Roy  |
| 7        | Comètes et projectiles           | Marianne Verville Thomas Derasp-Verge Tanya Brideau Karl Walcott Josiane Benoit André Roy Yannick Bergeron  | n/a                          |
| 8        | Extraterrestre                   | Marianne Verville Thomas Derasp-Verge Tanya Brideau Karl Walcott Valérie Deveaux Cassidy Lynn Gaudet        | n/a                          |
| 9        | Mars                             | Marianne Verville Thomas Derasp-Verge Tanya Brideau Valérie Deveaux                                         | n/a                          |
| 10       | Alimentation                     | Marianne Verville Thomas Derasp-Verge Tanya Brideau Karl Walcott Valérie Deveaux Yannick Bergeron           | n/a                          |
| 11       | Habits d'astronaute              | Marianne Verville Thomas Derasp-Verge Tanya Brideau Karl Walcott André Roy Valérie Deveaux Yannick Bergeron | Serge Cormier Bruno Gautreau |
| 12       | Navettes spatiales               | Marianne Verville Thomas Derasp-Verge Tanya Brideau Karl Walcott André Roy Yannick Bergeron                 | n/a                          |
| 13       | Survivre ailleurs dans l'Univers | Marianne Verville Thomas Derasp-Verge Tanya Brideau Karl Walcott André Roy Yannick Bergeron Daniel Basque   | Danielle Cormier             |

## Tournage
La tournage de la série a eu lieu au Québec, au Nouveau-Brunswick et en Nouvelle-Écosse.
À Shédiac, Nouveau-Brunswick, un studio a été construit pour simuler une ancienne station spatiale secrète (alias le bunker). Une grande partie de l'histoire de l'émission télévisée se trouve dans ce bunker. Lors de la deuxième saison, le studio a été aménagé à Moncton, Nouveau-Brunswick. Il s'agissait du même bunker, avec quelques ajouts supplémentaires.

## Fiche technique
- Titre : Comme dans l'espace
- Réalisation : Christian Essiambre[10]
- Scénario : Christian Essiambre, Caroline Bélisle, Jean-Sébastien Lévesque, Marijo Meunier, Luckas Cardona Morisset, Micheline Sylvestre, Paul Ruban, Matthieu Girard.
- Directeur de la photographie : Blake Stilwell
- Ingénieur du son : Paul Goguen
- Éclairage : Blake Stilwell
- Monteur: Eric Leclerc
- Production : Marcel Gallant, Gilles Doiron, Chris Goguen, Marc Savoie
- Sociétés de production : Connections Productions, Productions l'Entrepôt
- Société(s) de distribution (télévision) : Unis TV
- Pays d'origine :  Canada
- Langue originale : Français
- Format : couleur
- Genre : télé-série jeunesse
- Durée : 24 minutes
- Lieux de tournage : Québec, Nouveau-Brunswick, Nouvelle-Écosse

## Épisodes

### Première saison (2021)
1. L'Apesanteur
2. L'Oxygène
3. Le Mouvement des planètes
4. La Station spatiale
5. Les Volcans
6. Les Étoiles
7. La Notion du temps
8. L'Eau
9. Les Planètes rocheuses
10. La Lune
11. Les Trous noirs
12. Les Planètes gazeuses
13. Le Soleil

### Deuxième saison (2023)
1. Exploration de l'espace
2. Étoile polaire et navigation
3. Aurores boréales
4. Atmosphère
5. Satellites
6. Robotique
7. Comètes et projectiles
8. Extraterrestre
9. Mars
10. Alimentation
11. Habits d'astronaute
12. Navettes spatiales
13. Survivre ailleurs dans l'Univers

## Univers de la série

### Personnages
- Alex

Cette aventurière est passionnée par la découverte de l’espace. Curieuse et pétillante, elle déborde d’énergie et ne recule devant rien. Elle veut tout voir et vivre chacune des aventures au maximum. Meilleure amie de Joaquim, elle tente par tous les moyens de le pousser à faire des choses ou à tenter des expériences qu’il n’oserait jamais faire par lui-même. Elle représente l’histoire et le vécu de l’exploration de l’espace. 
- Joaquim

Passionné par l’espace depuis toujours, Joaquim est une tempête tranquille. Lorsqu’il se décide finalement à embarquer dans une aventure, il y va à fond et du coup, se surprend lui-même. Il est curieux, savant, et veut aussi transmettre sa passion pour l’espace, mais il a tout de même un tempérament nerveux, et souvent, il est réticent à se lancer dans une aventure. Il incarne l’humour et le côté́ humain de la série.			
- Mia

L’androïde du bunker secret de l’Agence spatiale canadienne a en elle toutes les archives de l’Agence et, elle est toujours à une question près de la réponse. Il s’agit d’un personnage unidimensionnel, qui n’a pas de référents humains autres que ceux qu’elle a dans sa banque de données. Elle n’a pas d’humour et prend les choses au pied de la lettre, mais elle est toujours prête à donner des définitions, des renseignements ou à rectifier certaines informations, à tout moment, même si ce n’est pas le moment. Source infinie de références, Mia peut projeter des images où elle veut, et contrôle l’entièreté du bunker.
- Frédéric Gallant

Jeune astronaute inspirant de l’Agence spatiale canadienne, Frédéric attend patiemment le jour où il sera envoyé en mission dans l’espace. Il est la clé du bunker et le pont entre celui-ci et l’Agence. Voyant en Joaquim et Alex sa propre passion pour l’espace, Frédéric leur permet d’entrer et de sortir du bunker de l’Agence comme bon leur semble, mais en cachette. De plus, par le biais de Mia et des écrans du bunker, il fournit à nos vloggeurs, toute l’information nécessaire pour nourrir leurs aventures.
- Tortue

Amicalement surnommé Tortue, le technicien du soutien informatique, est une source de stress constante pour nos deux vloggeurs. À la fois gardien de sécurité, archiviste, technicien du soutien informatique, concierge et autre, Tortue n'est jamais heureux de venir inspecter le bunker, mais sur l'ordre de l’Agence, il vient plus souvent qu’à son tour. Il ignore que nos deux jeunes s’y réfugient, et on a toujours l’impression qu’il va les surprendre. Il est souvent sur le point de voir Alex ou Joaquim, mais il ne sera jamais assez habile pour les démasquer. Sans le savoir, il fournit de la matière aux aventures de nos deux animateurs.

## Nominations
- 2022 Prix Gémeaux (Montréal, Québec) - Meilleure premier rôle féminin : jeunesse, Meilleure premier rôle masculin : jeunesse et Meilleure recherche : jeunesse[11].
- 2024 : Prix Gémeaux (Montréal, Québec) - Meilleure émission ou série : Jeunesse (Fiction - 12 ans et moins), Meilleure réalisation : Jeunesse (Fiction), Meilleur premier rôle masculin : Jeunesse.